# افیل (اهر)
افیل یکی از روستاهای استان آذربایجان شرقی است که در دهستان قشلاق بخش مرکزی شهرستان اهر واقع شده‌است.این روستا ۲۵۵۰ نفر جمعیت دارد.